# Rhabdogaster pellos
Rhabdogaster pellos là một loài ruồi trong họ Asilidae. Rhabdogaster pellos được Londt miêu tả năm 2006. Loài này phân bố ở vùng nhiệt đới châu Phi.